# سه دونگ، سه دونگ
سه دونگ، سه دونگ، نام یک مجموعه تلویزیونی به کارگردانی شاهد احمدلو است که در رمضان ۱۳۹۰ از شبکه پنج سیما، پخش شد. این مجموعه، محصول ۱۳۹۰–۱۳۸۹ است.

## خلاصه داستان
«نصرت عشقی» (با بازی مرحوم سیروس گرجستانی) سال‌هاست در یکی از محلات قدیمی تهران، نانوایی سنگک دارد و به اتفاق سه پسرش «مسعود» (جواد عزتی)، «محمود» (عباس جمشیدی‌فر) و «منصور» (اشکان اشتیاق) آنجا را اداره می‌کند. اما تنها سه دانگ از مغازه به نام اوست و سه دانگ دیگر، متعلق به شریک و دوست قدیمی‌اش «پرویز» (با بازی محمد کاسبی) است که ۱۰ سال قبل از ایران مهاجرت کرده و اکنون در ایتالیا زندگی می‌کند. پرویز پس از سال‌ها به ایران می‌آید تا سه دانگ سهم خود را بفروشد. نصرت که برای این نانوایی رنج و زحمت زیادی کشیده‌است، در تلاش است تا پولی جور کند و سه دانگ پرویز را خودش بخرد، اما در این میان، ماجراهایی پیش می‌آید که زندگی او و خانواده‌اش را تحت تأثیر قرار می‌دهد و آن‌ها نیز تصمیم می‌گیرند تا به خارج مهاجرت کنند؛ تا اینکه…

## مکان فیلمبرداری
این مجموعه تلویزیونی در محلات قدیمی جنوب تهران از جمله «بازار» و «درخونگاه» تصویربرداری شده‌است.

## حواشی
- «فرشاد حسینی موحد» بازیگر این مجموعه تلویزیونی در طول فیلمبرداری، دچار حادثه شکستگی ران و استخوان شد و ساخت مجموعه تلویزیونی برای مدت کوتاهی به‌تعویق افتاد.[۳]
- در حالی که سه قسمت از این مجموعه در رمضان ۱۳۹۰ در یزد پخش شده بود، مسئولان صدا و سیمای مرکز یزد (شبکه تابان) پخش آن را متوقف و مجموعه تلویزیونی «شاید برای شما هم اتفاق بیفتد» را به‌جای آن پخش کردند؛ چرا که به زعم آن‌ها، مجموعه تلویزیونی طنز «سه دونگ، سه دونگ» تناسبی با ماه رمضان نداشت.[۴]

## بازیگران
| بازیگر           | نقش         | توضیحات               |
| ---------------- | ----------- | --------------------- |
| سیروس گرجستانی   | نصرت عشقی   | پدر خانواده عشقی      |
| محمد کاسبی       | پرویز       | دوست نصرت، همسر نزهت  |
| مرجانه گلچین     | انسیه       | همسر نصرت             |
| جواد عزتی        | مسعود عشقی  | پسر نصرت              |
| عباس جمشیدی‌فر    | محمود عشقی  | پسر نصرت              |
| اشکان اشتیاق     | منصور عشقی  | پسر نصرت              |
| مریم معصومی      | منصوره عشقی | دختر نصرت             |
| یوسف صیادی       | غلام        | برادر انسیه           |
| گیتی معینی       | نزهت        | همسر پرویز            |
| فرشاد حسینی موحد | ابراهیم     | دوست نصرت             |
| سیاوش مفیدی      | فرشاد       | همسر منصوره           |
| متین ستوده       | نگین        | همسر منصور            |
| داریوش سلیمی     | عباس        | دوست نصرت             |
| سیروس میمنت      | آقای سلیمی  | پدر نگین              |
| بیژن پیشدادی     | آقای زمانی  | پدر فرشاد             |
| ساقی زینتی       | مهین        | مادر نگین             |
| پریسا رضایی      | سمیه        | خواهر فرشاد           |
| مجید شهریاری     | مختار       | مشاور املاک           |
| ماهان عبدی       | جعفر        | پسر پرویز             |
| مجید علیزاده     | شعبان       | سوپر مارکتی           |
| احمد یاوری       |             |                       |
| مجید صالحی       | محسن        | راننده تاکسی در ترکیه |

## عوامل تولید
- کارگردان: شاهد احمدلو
- فیلمنامه: علیرضا مسعودی، سید نیما حسن‌نیا
- تصویربردار فاز اول: حسین ناظریان
- تصویربردار فاز دوم: فرشاد گل‌سفیدی
- گروه تصویربرداری: محسن زهی، مجید خمیس آبادی، نیما شاعری
- صدابردار: محمد شیبندی
- تدوین: شاهین یارمحمدی[۵]
- طراح لباس: محسن غلامی
- طراح گریم: سیاوش گرجستانی
- اجرای گریم: محمد عالی پور
- مدیر تدارکات: مهدی نکونام
- مجری طرح: مجید صادقی
- موسیقی: محمدمهدی گورنگی[۶]
- خوانندهٔ تیتراژ: فریدون آسرایی[۶]
- تکنواز تار: بهزاد خدارحمی[۶]
- دستیار اول کارگردان و برنامه‌ریز: شکیل مظفری
- دستیار کارگردان: ماکان رضایی
- دستیار تولید: وحید ندایی
- تصویربردار پشت صحنه: محمدرضا قاسمی
- عکاس: آرش شاه‌محمدی
- مدیر تولید: هادی انباردار
- تهیه‌کننده: محمد صالحیان
- مدت زمان: ۱۰۴۰ دقیقه
- تعداد قسمت‌ها: ۲۶ قسمت
- محصول: شبکه تهران
- سال تولید و پخش: ۱۳۹۰–۱۳۸۹